# 러시아 아이스하키 국가대표팀
러시아 아이스하키 국가대표팀(러시아어: Сборная России по хоккею с шайбой)은 러시아의 아이스하키 국가대표팀이다. 러시아 아이스하키 연맹에 의해 운영되고 있다.